# 维克托·切尔诺梅尔金号
维克托·切尔诺梅尔金号（俄語： Виктор Черномырдин）是一艘由俄罗斯建造的破冰船，也是世界上最大的柴电动力破冰船。該船船名來自於维克托·斯捷潘诺维奇·切尔诺梅尔金。
2011年12月，波罗的海造船厂获得了维克托·切尔诺梅尔金号的建造权。最初該船隻预计在2015年下半年投入使用，但该船的竣工时间比原定计划晚了几年，而且预算超支。2017年，为了加快交付進度，这艘未完工的船将被转移到附近的海军部造船厂进行舾装。由于2018年11月该船发生大火，维克托·切尔诺梅尔金号的交付時間被推遲至2020年11月3日。